# Bonfilsia
Bonfilsia is een kevergeslacht uit de familie van de boktorren (Cerambycidae). De wetenschappelijke naam van het geslacht werd voor het eerst geldig gepubliceerd in 1979 door Villiers.

## Soorten
Bonfilsia omvat de volgende soorten:
- Bonfilsia pejoti Chalumeau & Touroult, 2004
- Bonfilsia tricolor Villiers, 1979